# Zone di protezione speciale della Puglia
Le zone di protezione speciale della Puglia, individuate in base alla Direttiva Uccelli (Direttiva 2009/147/CE) e appartenenti alla rete Natura 2000, sono 12 e comprendono circa 261 706 ettari di superficie terrestre (pari al 13,39% del territorio regionale) e 9 600 ettari di superficie marina.

## Zone di protezione speciale
| Definizione dell’area                   | Immagine | Codice Natura 2000 | Note                                     | Sup.   | Coordinate              |
| --------------------------------------- | -------- | ------------------ | ---------------------------------------- | ------ | ----------------------- |
| Monte Calvo - Piana di Montenero        |          | IT9110026          |                                          | 7620   | 41.7517°N 15.7378°E     |
| Laghi di Lesina e Varano                |          | IT9110037          |                                          | 15195  | 41.881235°N 15.454805°E |
| Paludi presso il Golfo di Manfredonia   |          | IT9110038          |                                          | 14437  | 41.419981°N 15.977848°E |
| Promontorio del Gargano (area protetta) |          | IT9110039          |                                          | 70012  | 41.637431°N 15.87084°E  |
| Isole Tremiti (area protetta)           |          | IT9110040          |                                          | 342    | 42.112711°N 15.485725°E |
| Murgia Alta                             |          | IT9120007          |                                          | 125882 | 40.925278°N 16.523611°E |
| Scoglio dell'Eremita                    |          | IT9120012          |                                          | 18     | 40.594°N 17.141°E       |
| Area delle Gravine                      |          | IT9130007          |                                          | 26740  | 40.620556°N 16.903611°E |
| Stagni e Saline di Punta della Contessa |          | IT9140003          |                                          | 2858   | 40.626389°N 18.055°E    |
| Torre Guaceto                           |          | IT9140008          | Superficie più piccola rispetto al parco | 548    | 40.715223°N 17.792267°E |
| Le Cesine                               |          | IT9150014          |                                          | 647    | 40.349222°N 18.341349°E |
| Litorale di Gallipoli e Isola S. Andrea |          | IT9150015          |                                          | 7006   | 39.977778°N 17.990833°E |